# Deltawerken

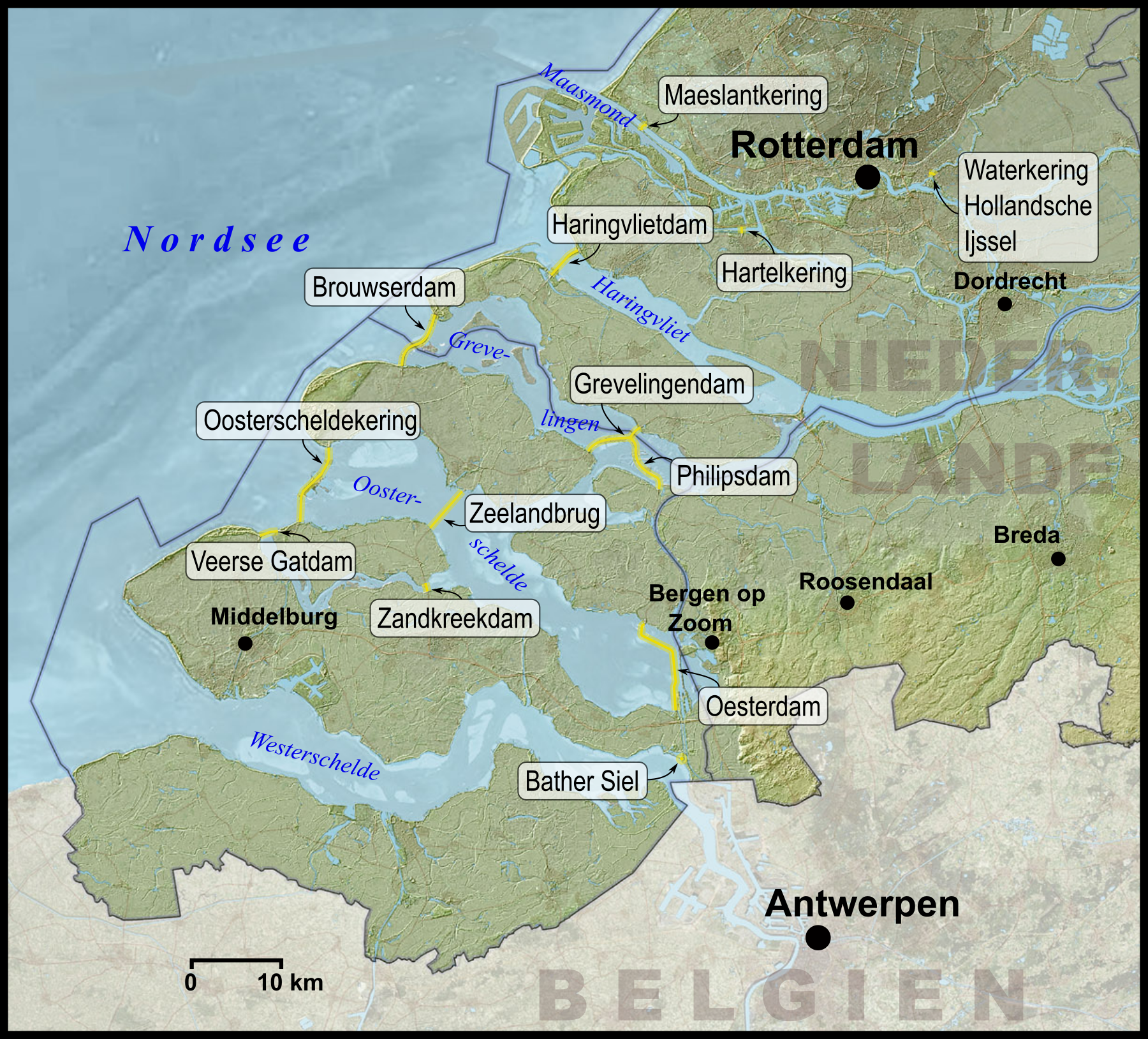
Přehledná mapa Deltawerken

Deltawerken je systém protipovodňových hrází a přehrad zabraňujících při velkých mořských bouřích a při jarních záplavách pronikání mořské vody do provincií Zeeland a jihu Jižního Holandska. 

## Historie

### Důvod
Hlavním důvodem k realizaci tohoto projektu byla povodňová vlna Severního moře v roce 1953, která zaplavila obě provincie, kdy se utopilo více než 2000 lidí a více než 100 000 jich přišlo o svá obydlí.

### Deltaplan
Hlavní ideou Deltaplanu bylo zmenšení délky (členitého) pobřeží pomocí důmyslně postavených hrází a protipovodňových ochran. Takto zkrácené pobřeží lze lépe chránit proti povodním. 